# Шаганы
Шаганы (укр. Шагани) — озеро, расположенное на юге Белгород-Днестровского района (Одесская область). Площадь водного зеркала — 70 км². Тип общей минерализации — солёное. Происхождение — лиманное. Группа гидрологического режима — бессточное.

## География
Шаганы входит в группу озёр Тузловские лиманы. Озеро образовано на месте прежних устьев балок Магала, Мартаза и Будур. Отделено от Чёрного моря пересыпью. Через фарватер в пересыпи сообщается с Черным морем. Озёрная котловина водоёма неправильной удлинённой формы, вытянутая с северо-востока на юго-запад. Берег на севере образовывает дугу (вдающуюся в сушу), обрывистые с и без пляжей, высотой 3-8 м. Южный берег пологий и повторяет линию перешейка с Черным морем. Озеро имеет пять ответвлений: безымянное на западе (восточнее села Приморское, отделено пересыпью), четыре на севере — Магала (отделено пересыпью), Мартаза (отделено пересыпью), безымянное (южнее села Балабанка, отделено пересыпью) и Будуры (отделено косой). Восточнее примыкает озеро Алибей, западнее расположено и соединено фарватером с озеро Малый Сасик. Озёра Шаганы, Алибей, Карачаус и Бурнас сообщаются между собой проливами и образовывают систему не отделённых (перешейками и косами) озёр.
После сильных снегопадов зимой 2009—2010 гг. в трёх километрах северо-восточнее Шаганского маяка образовалась прорва в пересыпи, отделявшей озеро от моря песчаной (ширина прорвы около 100 метров, глубина — до 3 метров).
Для озеро характерно частичное пересыхание и засоление, вследствие падения уровня воды. Дно покрыто грязями (чёрным илом), местами — песком с ракушей.

## Флора и фауна

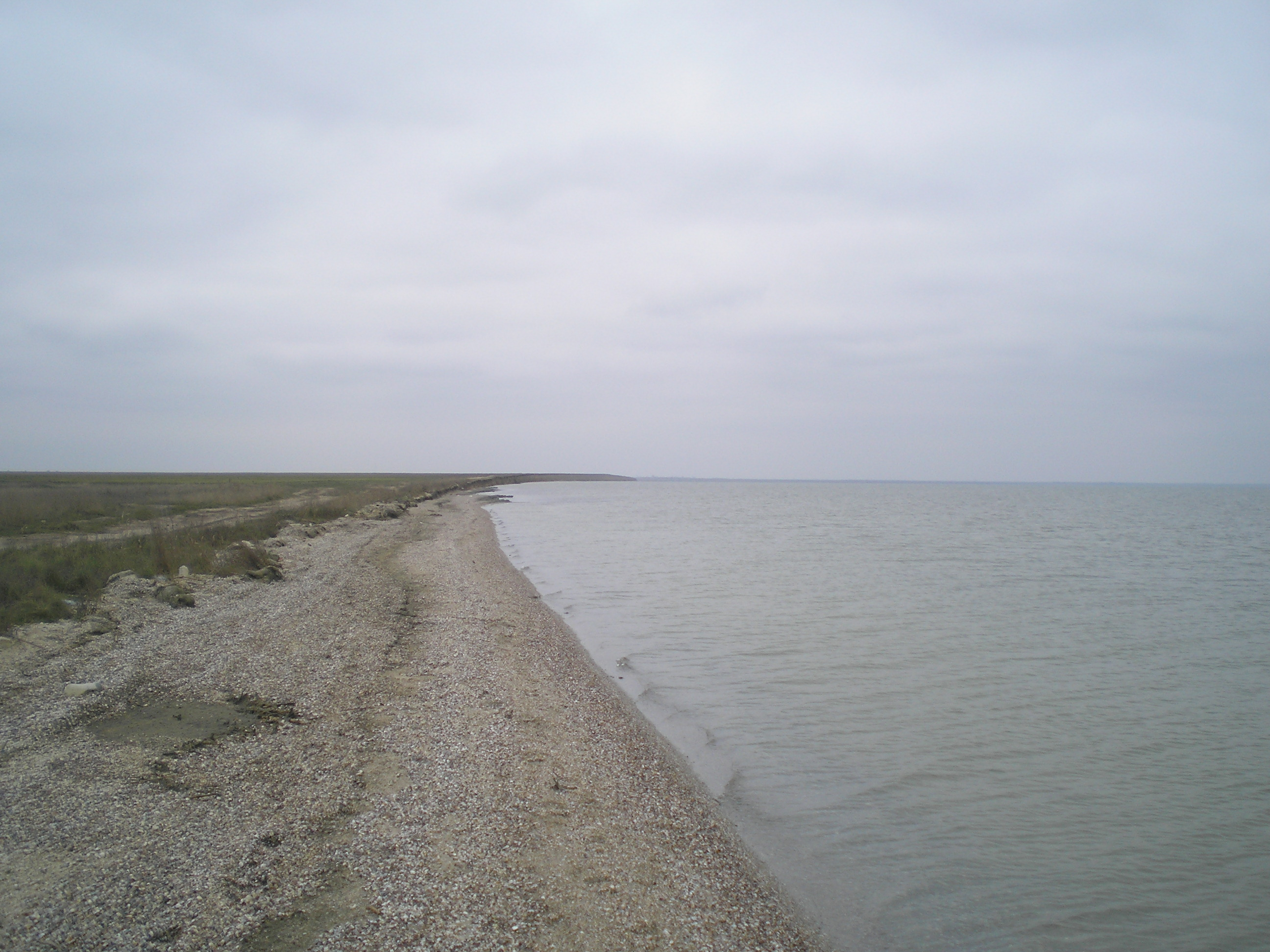
Берег лимана Шаганы

В озере обитает более 20 видов преимущественно морских видов рыбы. Первостепенное значение среди промышленных видов имеет кефаль. Берега озера являются местами гнездования птиц. Система Сасык — Шаганы — Алибей — Бурнас получила статус международных водно-болотных угодий, как места поселений водоплавающих птиц и занесена в международный список Рамсарской конвенции об охране водно-болотных угодий.